# Maria Kotarba
Maria Kotarba (ur. 4 września 1907 w Obłazach Ryterskich, zm. 30 grudnia 1956 w Owczarach) – kurierka polskiego ruchu oporu (dostarczała tajne wiadomości i zapasy lokalnym grupom partyzantów). Została aresztowana przez Gestapo. Jako więzień polityczny była przesłuchiwana i torturowana, po czym przetrzymywana w Tarnowie, skąd 6 stycznia 1943 roku przeniesiono ją do Oświęcimia; uznana za Sprawiedliwą Wśród Narodów Świata przez Jad Waszem 18 września 2005 roku za ryzykowanie życia na rzecz ratowania żydowskich więźniów w dwóch obozach koncentracyjnych.

## Okres przedwojenny i Oświęcim
Podczas inwazji niemieckiej na Polskę we wrześniu 1939 Kotarba była świadkiem eksterminacji jej żydowskich sąsiadów niedaleko Gorlic, gdzie mieszkała. Poprzysięgła sobie wtedy nieść pomoc wszystkim Żydom, którym będzie w stanie. Z początkiem 1943 została umieszczona w obozie w Oświęcimiu, nadano jej numer 27995 i po szeregu różnych przydziałów oddelegowano do Kommando Gartnerei, grupy zajmującej się pracami ogrodowymi. Pracowała w zagarniętych ogrodach wokół pobliskiej wsi Rajsko przy uprawie warzyw i innych pracach pomocniczych. Przed końcem lata 1943 ruch oporu w obozie był już sformowany i włączył Marię Kotarbę w swoje szeregi. Jej reputacja jako uzdolnionego kuriera podążała za nią od Tarnowa. Dzięki temu została zaangażowana w przemyt jedzenia, lekarstw i wiadomości pomiędzy obozem a grupami oporu działającymi poza nim.

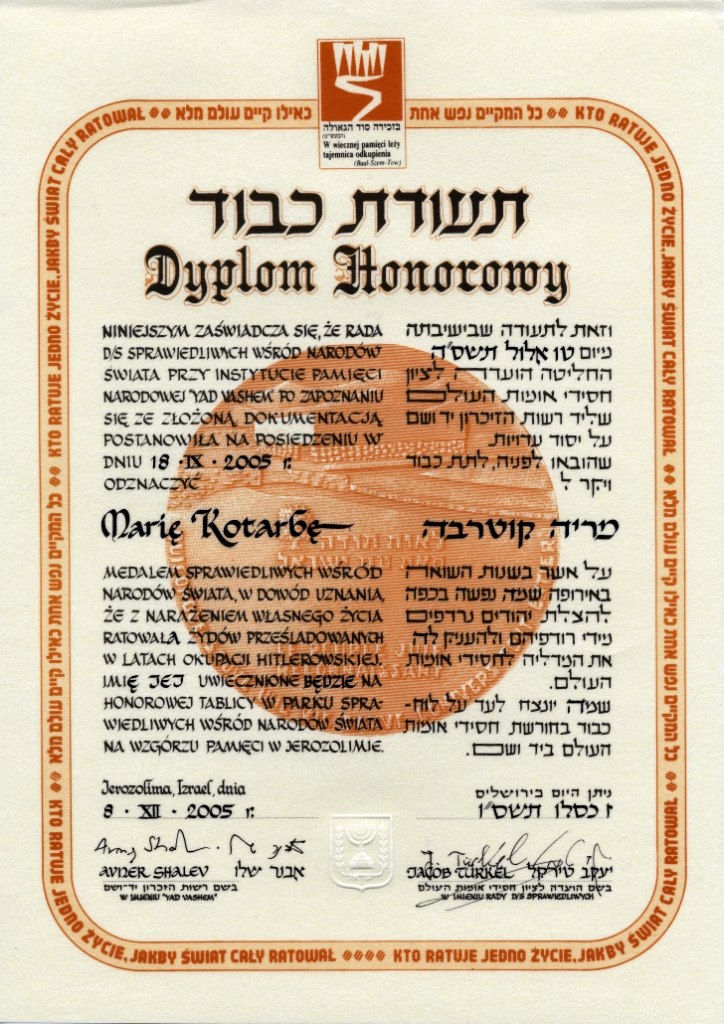
Dyplom Sprawiedliwej Wśród Narodów Świata

W obozie Kotarba poznała Lenę Mankowską (z domu Bankier) deportowaną tam z żydowskiego getta w Białymstoku. Dzięki pomocy Kotarby i jej nieżydowskiemu wyglądowi, więźniowie pracujący przy rejestracji nowo przybyłych, wprowadzili ją do ewidencji jako polskiego więźnia politycznego. Obie kobiety zaprzyjaźniły się na wiele lat. Maria Kotarba była świadoma ryzyka Mankowskiej i dokładała wszelkich starań by jej pomóc. Wspierała też jej siostrę, Gutę, która, wraz z przyjaciółką, Henią Trysk, przybyła do Oświęcimia z obozu koncentracyjnego w Majdanku. Lena Mankowska mówiła o Kotarbie jako „Mateczce z Oświęcimia”. Będąc kurierem Kotarba dostarczała leki wykorzystywane przez uwięzionych lekarzy oraz inne środki, którymi się dzielono. Korzystając ze swych kontaktów w ruchu oporu zorganizowała przydział Mankowskiej do lżejszych prac, gdy ta była chora, a także gotowała dla niej na małym piecu znajdującym się w jej bloku.

## Dalsze losy
W styczniu 1945 SS ewakuowało obóz poprzez Brzezinkę w głąb nazistowskich Niemiec. Przyjaciółki przybyły do Ravensbrück osobno w wagonach na węgiel. Kotarba odnalazła Mankowską niemal martwą w śniegu i zaniosła ją do baraków. W lutym 1945 SS po raz kolejny przeniosło więźniów do podobozu Neustadt-Glewe gdzie Armia Czerwona uwolniła je w maju 1945. Po uwolnieniu przyjaciółki rozdzieliły się.
Maria Kotarba powróciła do domu w Polsce, gdzie zmarła w 1956 roku mając 49 lat i nigdy nie założywszy rodziny. Nigdy w pełni nie powróciła do zdrowia, którym cieszyła się przed wojną. Została pochowana w Owczarach.
Lena Mankowska wyszła za mąż i zamieszkała w Wielkiej Brytanii. W 1997 złożyła wniosek o uznanie Kotarby, jej „Anioła z Oświęcimia”, za Sprawiedliwą wśród Narodów Świata, został on jednak odrzucony. Osiem lat później pisarz, James Foucar, orędował w tej sprawie i tym razem wniosek został zatwierdzony 8 grudnia 2005.